# Taharana
Taharana (лат.) — род прыгающих насекомых из семейства цикадок (Cicadellidae). Более 40 видов. Ориентальная область и Афротропика.

## Описание
Длина 6-8 мм (самки крупнее). Скутеллюм крупный, его длина равна или больше длины пронотума. Голова субконическая, отчётливо уже пронотума; лоб узкий. Глаза относительно крупные, полушаровидные. Клипеус длинный. Эдеагус очень длинный, узкий, без шипиков. Сходны по габитусу с Lodiana, отличаясь деталями строения гениталий. Род включают в состав подсемейства Coelidiinae.

## Систематика
Род включает более 40 видов.
- Taharana acontata Zhang, 1994
- Taharana acuminata Zhang, 1994
- Taharana albopunctata Li, 1991
- Taharana aperta Nielson, 1982
- Taharana aproboscidea Zhang, 1990
- Taharana arca Nielson, 1982
- Taharana bicuspidata  Zhang, Y. & Zhang Y. 1994
- Taharana bifasciata  Zhang, 1990
- Taharana bifurcata  Nielson, 1982
- Taharana choui  Zhang, 1994
- Taharana clara  Nielson, 1982
- Taharana concava  Nielson, 1982
- Taharana concavi  Zhang, 1990
- Taharana curvata  Nielson 1982
- Taharana dentata  Nielson 1991[2]
- Taharana dubia  Walker 1851
- Taharana ellsburyi  Nielson 1982
- Taharana fasciana  Li 1991
- Taharana fortis  Nielson 1982
- Taharana furca  Nielson 1991
- Taharana goldi  Nielson 1982
- Taharana hardyi  Nielson 1991
- Taharana horrida  Nielson 1982
- Taharana khasiensis  Rao 1989
- Taharana lii  Zhang 1994
- Taharana longistyla  Nielson, 1982
- Taharana mengshuengensis  Zhang, 1994
- Taharana parabifurcata  Nielson, 1991
- Taharana prionophylla  Zhang, 1990
- Taharana ruficincta  Li, 1991
- Taharana ruiliensis  Zhang, 1994
- Taharana schonhorsti  Nielson, 1982
- Taharana serrata  Nielson, 1982
- Taharana sparsa  Stål, 1854 typus
- Taharana spiculata  Nielson, 1982
- Taharana spinea  Zhang, 1990
- Taharana stipulata  Nielson, 1982
- Taharana trackana  Li, 1991
- Taharana triangulata  Nielson, 1982
- Taharana trifurcata  Nielson, 1982
- Taharana yinggenensis  Zhang, Y. & Zhang Y., 1994
- Taharana zhangi  Nielson, 1998